# رونالد فريم
رونالد فريم (بالإنجليزية: Ronald Frame)‏ (23 مايو 1953)؛ روائي بريطاني.